# Юнион-стрит (линия Четвёртой авеню, Би-эм-ти)
|   |     |     |     |     |   |
| · | · л | · э | · э | · л | · |

|   |     |     |     |     |   |
| · | · л | · э | · э | · л | · |

«Юнион-стрит» (англ. Union Street) — станция Нью-Йоркского метрополитена, расположенная на линии Четвёртой авеню, Би-эм-ти. Станция находится в Бруклине, в округе Парк-Слоуп, на пересечении Юнион-стрит с 4-я авеню. На станции останавливаются маршруты: D (ночью), N (ночью), R (круглосуточно) и W (часть рейсов в часы пик в пиковом направлении). Станцию проходят без остановки маршруты D (круглосуточно, кроме ночи) и N (круглосуточно, кроме ночи).
Станция представлена двумя боковыми платформами, расположенными на четырехпутном участке линии. Центральные пути отделены от внешних сплошной стеной, а не рядом колонн. Станция отделана в кремовых тонах.
Станция имеет единственный выход. Турникеты расположены на уровне платформ, в результате чего нет бесплатного перехода между платформами. Подземного прохода между платформами вовсе не существует. Из каждого турникетного павильона на улицу ведёт по одной лестнице. С платформы в сторону Coney Island лестницы ведут к западным углам перекрестка Юнион-стрит с 4-я авеню; в сторону Манхэттена — к восточным.
Станция дважды реконструировалась. Первая реконструкция проведена в конце 1970-х годов. Она включала ремонт платформ и лестниц, улучшение системы освещения. Реконструкция 1990 — 1994 годов заключалась в основном в косметическом ремонте станции.

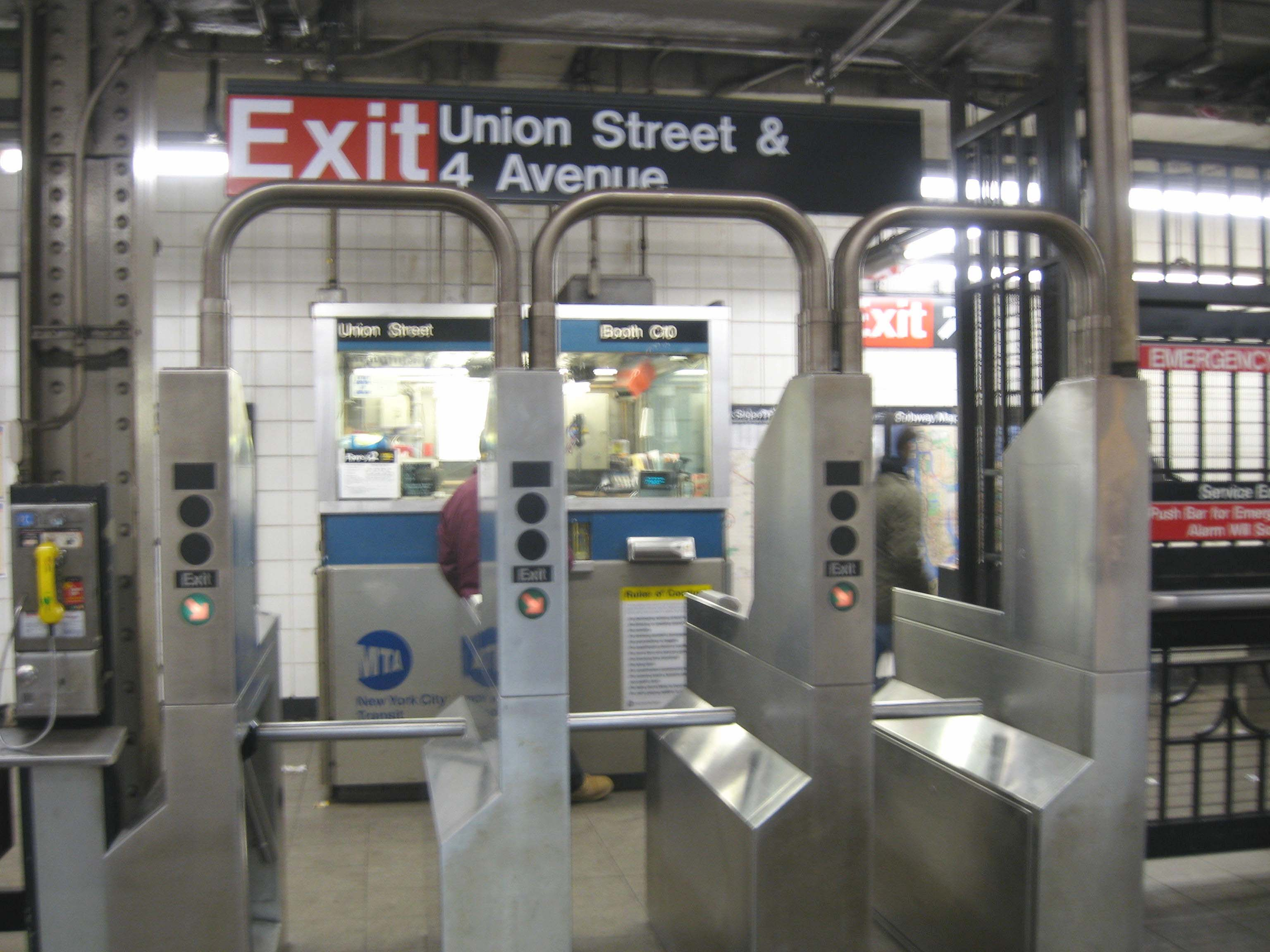
Турникетный павильон
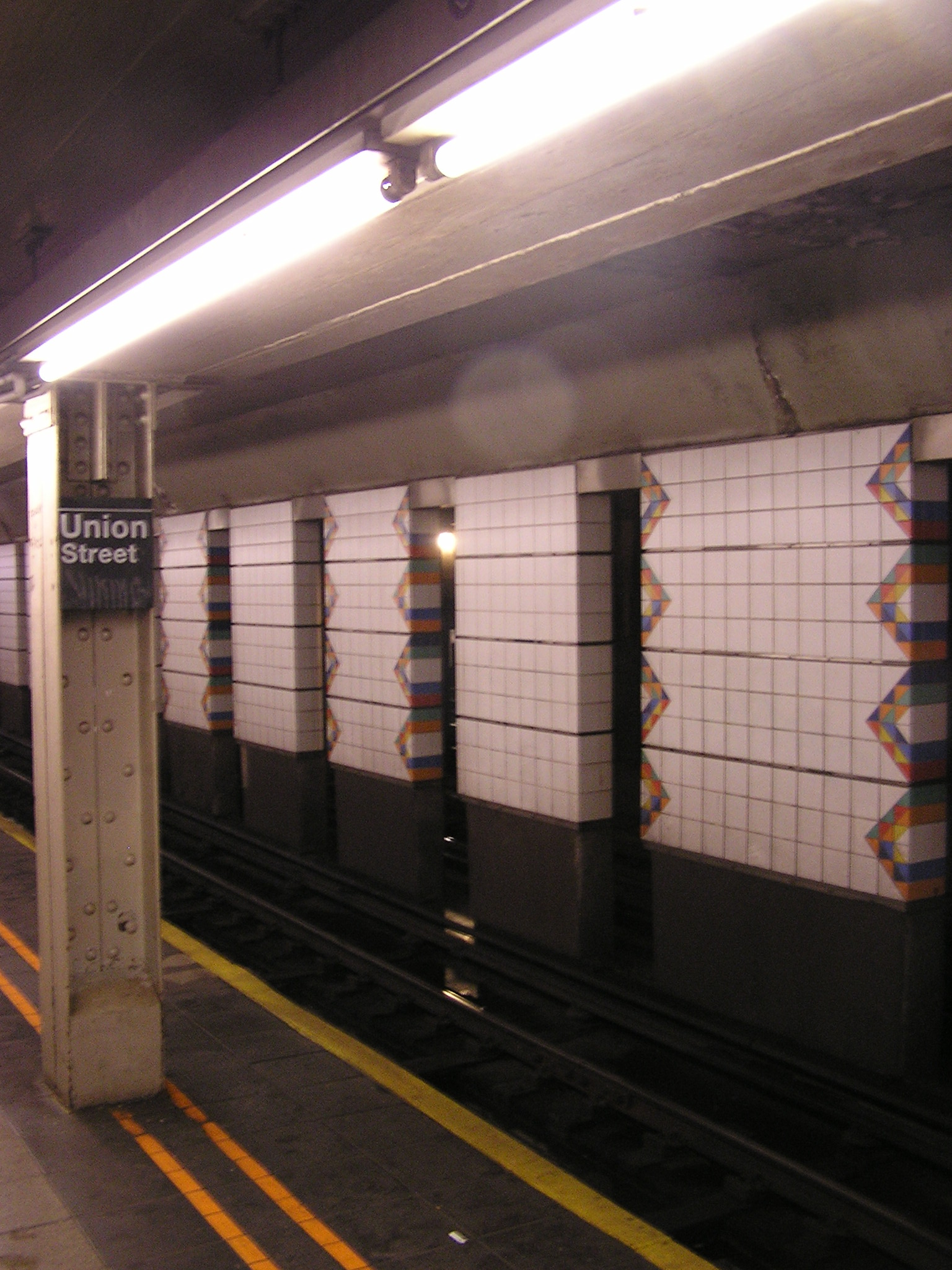
На платформе